# Беннет, Хлоя
Хлоя Беннет (англ. Chloe Bennet; род. 18 апреля 1992, Чикаго, Иллинойс) — американская актриса и певица, наиболее известная по роли Дейзи «Скай» Джонсон в телесериале «Агенты „Щ. И. Т.“».

## Биография
Хлоя Ванг родилась в Чикаго, штат Иллинойс. Её родители — Стефани и Беннет Ванг. Отец Хлои — американец китайского происхождения, поэтому у неё есть китайское имя — Ван Кэин (кит. упр. 汪可盈) или Хлоя Ван. Хлоя одна из немногих девочек, обучавшихся по системе Монтессори, и уже в раннем детстве проявила любовь к сцене и пению. Получила образование в Колледже Святого Игнатия. У Хлои есть шесть братьев: трое биологических, двое усыновлённых братьев афроамериканского происхождения и один брат мексиканско-филиппинского происхождения. Вместе с родителями переехала в Пекин, Китай, чтобы начать карьеру певицы. Она сменила свою фамилию на «Беннет», чтобы привлечь больше внимания западных СМИ.
В возрасте 12 лет она присоединилась к the Second City Youth Ensemble, где обучалась актёрскому мастерству и работе на сцене. А в 15 девочку заметил музыкальный лейбл, менеджеры которого способствовали скорому переезду юной звезды в Китай, где она жила под присмотром своей бабушки со стороны отца и в ускоренном темпе учила севернокитайский язык в одной из школ Шанхая. Параллельно с этим Беннет стабильно наведывалась в Швецию, где работала с известной рекорд-компанией и авторами песен, что писали хиты для таких исполнителей, как Бритни Спирс, Майли Сайрус, Селин Дион, Дженнифер Лопес, Мадонна и др. Находясь в Шанхае и Пекине, Беннет изучала китайский язык. Беннет выпустила свой дебютный сингл Uh Oh на английском и китайском языках. Хлоя выпускает на территории Китая свой первый трек/видео «Oh-Oh», который записывает сразу на двух языках — английском и китайском. Видео сразу же становится популярным в Китае, так как поступает в ротацию сразу на нескольких крупных телеканалах (MTV China, MTV Asia, Channel V (Rupert Murdoch’s music Channel), BTTV/Zebra TV — China и государственном телеканале CCTV-3), а молодая певица обретает своих первых поклонников. Благодаря бешеному успеху видео Хлоя получает приглашение выступить на Zebra music festival, трёхдневном благотворительном мероприятии, посвящённом сбору средств для жертв, пострадавших от землетрясения 2008 года в провинции Сычуань. Девушка предстала во всей красе перед 30,000 зрителей, а на экранах её смотрело более 100 миллионов телезрителей. Это было первое живое выступление Беннет, которое она до сих пор называет самым ярким и эмоциональным за всю свою жизнь. Zebra music festival помогает обрести девушке ряд коммерческих предложений, а её лицо наконец начинает появляться в прессе и на билбордах китайских улиц. Спонсорами юной звезды выступали всемирно известные компании Nike, Ports 1961 и Umbro, а сама она появилась на страницах китайского Vogue, Elle, In Style, Cosmopolitan, China Daily и ряде других периодических китайских изданий.
Затем она переехала в Лос-Анджелес, штат Калифорния, где начала карьеру актрисы, сменив фамилию на Беннет. Она была ведущей телешоу The Nightlife и в 2012—2013 получила второстепенную роль в сериале канала ABC «Нэшвилл».
В декабре 2012 года, Хлоя Беннет, имея в своём резюме лишь одну значимую работу, получила одну из главных ролей (агента Скай) в сериале канала ABC «Агенты „Щ. И. Т.“», основанном на одноимённом комиксе компании Marvel.

## Личная жизнь
С 2013 по 2017 год Хлоя состояла в отношениях с актёром Остином Николсом. После расставания с Николсом около года встречалась с американским видеоблогером, шоуменом и актёром Логаном Полом.

## Фильмография
| Год       |     | Русское название                      | Оригинальное название                        | Роль                  |
| --------- | --- | ------------------------------------- | -------------------------------------------- | --------------------- |
| 2012      | тф  | Перехват                              | Intercept                                    | Тесс                  |
| 2012—2013 | с   | Нэшвилл                               | Nashville                                    | Хейли                 |
| 2013—2020 | с   | Агенты «Щ.И.Т.»                       | Agents of S.H.I.E.L.D.                       | Дейзи Джонсон / Дрожь |
| 2014      | с   | Парни с дня рождения                  | The Birthday Boys                            | Верна                 |
| 2014      | мф  | Феи: Легенда о чудовище               | Tinker Bell and the Legend of the NeverBeast | Чейз                  |
| 2015      | кор | Нострадамус                           | Nostradamus                                  | Лейн Фишер            |
| 2015      | мс  | Джейк и пираты Нетландии              | Jake and the Never Land Pirates              | Свифти                |
| 2016      | с   | Агенты «Щ.И.Т.»: Йо-Йо                | Agents of S.H.I.E.L.D.: Slingshot            | Дейзи Джонсон / Дрожь |
| 2018      | мс  | Восход Marvel: Инициация              | Marvel Rising: Initiation                    | Дейзи Джонсон / Дрожь |
| 2018      | мф  | Восход Marvel: Тайные воины           | Marvel Rising: Secret Warriors               | Дейзи Джонсон / Дрожь |
| 2018      | мф  | Восход Marvel: В погоне за призраками | Marvel Rising: Chasing Ghosts                | Дейзи Джонсон / Дрожь |
| 2019      | мф  | Восход Marvel: Железное сердце        | Marvel Rising: Heart of Iron                 | Дейзи Джонсон / Дрожь |
| 2019      | мф  | Эверест                               | Abominable                                   | Лу                    |
| 2019      | ф   | 5 лет разлуки                         | 5 Years Apart                                | Эмма                  |
| 2020      | ф   | Девушка из долины                     | Valley Girl                                  | Карен                 |
| 2023      | ф   | Брак по ошибке                        | Married by Mistake                           | Райли                 |
| 2024—2025 | мс  | Неуязвимый                            | Invincible                                   | Райли                 |